# Uiallalla
Uiallalla è un album della cantante italiana Mina, pubblicato il 14 ottobre 1989 dalla PDU.

## Descrizione
È un doppio album che uscì sia in vinile che in CD.
Il primo dei due dischi presentava brani già interpretati da altri artisti, come Oh! Darling dei Beatles, Les cornichons e La pelle nera di Nino Ferrer e Sarà per te, brano portato a Sanremo da Francesco Nuti qui presente in versione rivisitata, nonché Io vorrei... non vorrei... ma se vuoi... di Lucio Battisti; nel secondo disco, che presentava brani inediti, figurava invece, tra gli altri, una ballata scritta da Francesco Salvi, Bachelite, e Il plaid e T.I.R., due brani di Giorgio Conte. Tra gli artisti che collaborarono all'album spiccano Ellade Bandini e Tullio De Piscopo alla sezione ritmica, Danilo Rea al pianoforte e il britannico Brian Auger all'organo Hammond.

## Tracce
Disco 1 / CD 1
1. La pelle nera / Johnny B. Goode / Black Betty / Angeli negri (Angelitos negros) – 6:54
2. Una lunga storia d'amore – 3:29 (Gino Paoli)
3. Les cornichons – 3:02 (testo: Nino Ferrer – musica: James Booker)
4. When Your Lover Has Gone – 2:30 (E.A. Swan)
5. Oh! Darling – 3:35 (Lennon-McCartney)
6. Io vorrei... non vorrei... ma se vuoi... – 3:12 (testo: Mogol – musica: Lucio Battisti)
7. Are You Lonesome Tonight? – 2:57 (testo: Roy Turk – musica: Lou Handman)
8. Sarà per te – 5:04 (Riccardo Mariotti)
9. Chitarra suona più piano (feat. Ángel "Pato" García) – 3:18 (testo: Franca Evangelisti, Marcello Marrocchi – musica: Nicola Di Bari, Marcello Marrocchi)
10. As Time Goes By – 3:58 (Herman Hupfeld)

Durata totale: 37:59
Disco 2 / CD 2
1. La montagna – 3:54 (Piergiorgio Benda)
2. Lo faresti – 4:12 (testo: Aldo Donati, Paolo Limiti – musica: Aldo Donati)
3. Bachelite – 4:42 (Francesco Salvi)
4. Canterò per te – 4:15 (Gatto Panceri)
5. Che nome avrà – 4:49 (testo: Paolo Limiti – musica: Morris Albert)
6. Il plaid (feat. Toots Thielemans) – 2:40 (Giorgio Conte)
7. Tre volte sì – 5:20 (testo: Giorgio Calabrese – musica: Massimiliano Pani)
8. Uscita 29 – 3:43 (testo: Giorgio Calabrese – musica: Mario Robbiani)
9. T.I.R. – 3:01 (Giorgio Conte)

## Formazione
- Mina – voce
- Brian Auger – organo Hammond, pianoforte
- Gigi Cappellotto – basso
- Flaviano Cuffari – batteria
- Ellade Bandini – batteria
- Gigi Cifarelli – chitarra
- Aldo Banfi – tastiera, sintetizzatore
- Danilo Rea – pianoforte, tastiera
- Piergiorgio Benda – pianoforte
- Angel "Pato" Garcia – chitarra
- Alessio Tonini – chitarra
- Candelo Cabezas – percussioni, tumba
- Paolo Gianolio – basso, chitarra
- Giorgio Conte – chitarra
- Massimiliano Pani – tastiera, cori
- Massimo Luca – chitarra
- Tullio De Piscopo – batteria, percussioni
- Mario Robbiani – pianoforte, Fender Rhodes
- Massimo Moriconi – basso, contrabbasso
- Franco Serafini – pianoforte, tastiera, Fender Rhodes
- Fernando Brusco – tromba
- Mauro Parodi – trombone
- Moreno Fassi – trombone
- Franco Ambrosetti – flicorno
- Claudio Wally Allifranchini – flauto, sassofono tenore, sassofono soprano
- Giancarlo Porro – sassofono baritono
- Toots Thielemans – armonica, fischio, chitarra
- Paola Folli, Laura Marcora, Moreno Ferrara – cori

## Classifiche

### Classifiche settimanali
| Classifica (1989) | Posizione massima |
| ----------------- | ----------------- |
| Italia            | 4                 |

### Classifiche di fine anno
| Classifica (1989) | Posizione |
| ----------------- | --------- |
| Italia            | 17        |